# Chloordifenylfosfaan
Chloordifenylfosfaan of chloordifenylfosfine is een organofosforverbinding met als brutoformule (C6H5)2PCl. De stof komt voor als een kleurloze vloeistof met een indringende knoflookachtige geur (vergelijkbaar met de geur van ethyn). Zelfs op het niveau van enkele ppb is de geur nog waarneembaar. Zoals zoveel fosforhaliden reageert ook chloordifenylfosfaan met een groot aantal nucleofielen, waaronder water en luchtzuurstof. Fosforhaliden zijn de uitgangsstof voor een groot aantal fosfanen.

## Synthese
Zowel op industriële als op laboratoriumschaal zijn syntheses beschreven.

### Industriele synthese
De commerciële industriële productie van chloordifenylfosfaan gaat uit van benzeen en fosfortrichloride (PCl3). De reactietemepratuur bedraagt ongeveer 600°C. Het reactiepoduct is in eerste instantie dichloorfenylfosfaan. Herschikking in de gasfase bij hoge temperatuur leidt uiteindelijk tot chloordifenylfosfaan:
{\displaystyle {\ce {2C6H5PCl2 -> (C6H5)2PCl + PCl3}}}

### Laboratoriumsynthese
Hoewel er voor gebruik op laboratoriumschaal ook reactieroutes beschreven zijn op basis van benzeen, worden deze nauwelijks gebruikt vanwege de carcinogene eigenschappen van benzeen en de daarmee verband houdende wet- en regelgeving ten aanzien van het gebruik van de stof.
Chloordifenylfosfaan kan op laboratoriumschaal gesynthetiseerd worden op basis van fenylmagnesiumbromide en fosfortrichloride:
{\displaystyle {\ce {2C6H5MgBr + PCl3 -> (C6H5)2PCl + 2MgClBr}}}
Het reactieproduct wordt via destillatie opgezuiverd.
Een zeer gelijkaardige laboratoriumsynthese is de reactie van fosfortrichloride met fenylzinkchloride:
{\displaystyle {\ce {PCl3 + 2C6H5ZnCl -> (C6H5)2PCl + 2ZnCl2}}}
Een alternatieve bereidingsmethode is de reactie van trifenylfosfine met chloorgas:
{\displaystyle {\ce {P(C6H5)3 + Cl2 -> (C6H5)2PCl + C6H5Cl}}}

## Toepassingen

### Synthese van fosfines
Chloordifenylfosfaan wordt veelvuldig toegepast in de synthese van fosfines. Een voorbeeld hiervan maakt ook gebruik van Grignard-reagentia:
{\displaystyle {\ce {(C6H5)2PCl + RMgCl -> (C6H5)2P-R + MgCl2}}}
De op deze manier gemaakte fosfines vinden toepassingen als pesticides, stabilisatoren in plastics, katalysatoren, vlamvertragers en als onder invloed van UV-licht uithardende kleur- en verfstoffen in de tandheelkunde. Dit scala aan toepassingen maakt chloordifenylfosfaan tot een belangrijk halffabricaat in de chemische industrie.

### Uitgangsstof voor difenylfosfidederivaten
Chloordifenylfosfaan wordt gebruikt als uitgangsstof voor lithium- en natriumdifenylfosfide. De laatste ontstaat in de reactie tussen chloordifenylfosfaan en metallisch natrium in refluxende 1,4-dioxaan:
{\displaystyle \mathrm {(C_{6}H_{5})_{2}PCl\ +\ 2\ Na\ \longrightarrow \ (C_{6}H_{5})_{2}PNa\ +\ NaCl} }
Lithiumdifenylfosfide kan bereid worden uit difenylfosfine (dat gevormd is uit chloordifenylfosfaan en lithiumaluminiumhydride) en lithium:
{\displaystyle {\ce {4(C6H5)2PCl + LiAlH4 -> (C6H5)2PH + AlCl3 + LiCl}}}
{\displaystyle {\ce {2(C6H5)2PH + 2Li -> 2(C6H5)2PLi + H2}}}
Via de alkalifosfiden worden vervolgens liganden voor katalysatoren op basis van overgangsmetalen bereid.

### Difenylfosfineoxiden
Met water reageert chloordifenylfosfaan, onder vorming van waterstofchloride, tot difenylfosfineoxide. Deze verbinding is de uitgangsstof voor 1-alkoxyalkylgesubstitueerde difenylfosfineoxiden die op hun beurt toegepast kunnen worden in Wittig-achtige reacties waarbij alkoxygesubstitueerde alkenen ontstaan.